# 李健 (1985年9月)
李健（1985年9月19日—），男，广东人，中國足球運動員，擔任守門員，現時效力香港甲組足球聯賽球隊太陽飛馬。

## 生平

### 球員生涯
李健出身於偉倫體校，曾代表廣州參加過廣東省運動會，2003年在广州香雪效力，後來以國援身份參加香港甲組足球聯賽，曾先後效力過澎馬流浪、香港08、傑志，2008年加盟新成立的天水圍飛馬。
李健雖然大部分時間在天水圍飛馬擔任後備門將，但2009年仍於入選南華飛馬隊參加賀歲盃足球賽。2009年1月29日的決賽，南華飛馬隊對捷克勁旅布拉格斯巴達，由於正選門將奧利華拉遭紀律處分，李健臨危受命上陣把關，於上半場撲出對手12碼，成為比賽轉捩點，李健亦成為勝利功臣。
2012年夏天重返太陽飛馬效力。

## 外部連結
- 香港足球總會網站球員註冊資料 （页面存档备份，存于）